# امیلیو بولگارلی
امیلیو بولگارلی (انگلیسی: Emilio Bulgarelli; ۱۵ فوریهٔ ۱۹۱۷ – ۲ فوریهٔ ۱۹۹۳) بازیکن واترپلو اهل ایتالیا بود.